# Скворцов, Иван Михайлович
Иван (Иоанн) Михайлович Скворцов (1795 — 5 (17) августа 1863) — священнослужитель Русской православной церкви, кафедральный протоиерей Киево-Софийского собора, заслуженный ординарный профессор университета Святого Владимира и Киевской духовной академии, доктор богословия.
Русский философ, один из основателей Киевской религиозно-философской школы. Его научная и преподавательская деятельность объединяла философские, богословские, естественные, математические и языковедческие знания.
Отец Константина Скворцова.

## Биография
Родился в 1795 году. Сын священника села Стыткова (Стескова) Ардатовского уезда Нижегородской губернии.
Первоначальное образование получил в Нижегородском духовном училище и Нижегородской семинарии, а в 1814 году поступил в Санкт-Петербургскую духовную академию. Своими успехами и богословско-философскими сочинениями он обратил на себя внимание тогдашнего ректора академии, архимандрита Филарета, впоследствии знаменитого митрополита Московского. Курсовое рассуждение молодого студента: «О составе человека» было первым печатным трудом начинающего, но многообещающего автора.
Окончив курс в академии первым по списку, 18 июня 1817 года он был удостоен конференцией академии степени магистра богословия и назначен профессором философии, математики и физики в Киевскую семинарию, в число учеников которой должны были войти воспитанники высших классов преобразованной согласно проекту Комиссии духовных училищ 1808 года Киевской духовной академии. Новая академия была открыта в сентябре 1819 года, и Скворцов 22 сентября того же года был назначен в неё бакалавром философии. Состоявшееся 28 сентября 1819 г. открытие Киевской академии сопровождалось торжественным актом, на котором Иван Скворцов произнёс на латинском языке речь: «О метафизическом начале философии»; с 26 сентября 1819 года по 10 июля 1820 года Скворцов был библиотекарем академии.
Посвящён 4 марта 1820 года в сан священника и определён к Владимирской Киево-Печерской церкви; уже 15 июля 1821 года он был возведён в сан протоиерея. 
В первые годы академической службы он один преподавал логику, метафизику, космологию и нравственную философию, а некоторое время ещё психологию и историю философии. Сверх постоянных курсов, он иногда читал специальные курсы, посвящённые критическому разбору учений известнейших философов. Из них им заимствованы статьи: «О философии Платона» (Журнал Министерства Нар. Просвещения, часть X, 1836 г.), «О Плотине» (Там же, 1835 г., часть VIII, стр. 1—17), «Критическое обозрение учения древних об истинном благе человека» (Там же, ч. LVII, 1848 г., стр. 252—284) и «О Теодицее Лейбница» (в рукописи). Лекции его записывались студентами, но нередко профессор выдавал своим слушателям составленные им записки, отличавшиеся краткостью и ясностью изложения, как и печатные его труды. Требовательный к себе в исполнении своих обязанностей, он требовал от студентов аккуратного посещения лекций и производил часто репетиции; особенное внимание он обращал на сочинения студентов. Студенты академии ценили его ученость и уважали за добросовестное исполнение им своих обязанностей.
21 марта 1824 года Скворцов стал ординарным профессором. В 1829 году, по предложению Комиссии духовных училищ, взялся составить учебник по истории философских систем, в замену книги Бруккера, с условием представлять свой труд по частям для рассмотрения Комиссии; уже в 1830 году он представил в Комиссию 16 лекций в пяти тетрадях; ему было предложено продолжить труд и представить его в Комиссию уже в полном виде. Однако он не был доведён до конца и в печати не появился.
13 ноября 1833 года за представленные им сочинения: 1) «Записки на Послание апостола Павла к Ефесеям» и 2) «Критическое обозрение Кантовой религии в пределах чистого разума» Комиссией духовных училищ И. М. Скворцов был удостоен степени доктора богословия. Преемник Скворцова по кафедре в киевском университете, Н. А. Фаворов, отмечал: «его можно назвать христианином философом в том же смысле, в каком название это приложимо и прилагалось к некоторым древним учи́телям Церкви». 
Им были обревизованы семинарии с состоящими при них училищами: Курская и Воронежская в 1828 году, Волынская и Подольская в 1829 году, Кишинёвская в 1833 году, Киевская в 1838 году и Полтавская в 1843 году; с 24 февраля 1834 года, по существовавшему тогда постановлению, как доктор богословия, он был определён членом духовной консистории.
С 22 марта 1831 года по 20 февраля 1832 года, в силу Высочайшего повеления по указу Святейшего Синода, И. М. Скворцов в течение года обозревал церкви Подольской епархии, результатом чего явилась составленная им подробная ведомость (2-я и 3-я части её составляют хранящееся в Синодальном архиве дело 1831 года, за № 10б/1941), содержащая в себе сведения об уездных приходских церквах, причтах, церковных землях и домах Подольской епархии. На основании представленных здесь данных и высказанных автором соображений Св. Синодом были приняты меры по благоустройству церквей и состоящих при них причтов.
В 1837 году, по инициативе ректора академии Иннокентия, был основан при академии журнал «Воскресное Чтение», успеху которого много содействовал И. М. Скворцов своими статьями догматического, нравственного и исторического содержания, проповедями и переводами отеческих творений; все эти труды вышли без подписи автора.
23 мая 1834 года он был определён профессором богословия в новооткрытый киевский университет, а 3 марта 1836 года утверждён настоятелем университетской церкви. По установленному порядку, как профессор богословия, преподавал в университете не только догматическое и нравственное богословие, но и церковную историю и церковное законоведение, а с 1850 года, в силу Высочайшего повеления «о соединении в одном лице в высших учебных заведениях Министерства Народного Просвещения преподавания богословия и философии, с ограничением последней логикою и психологиею», читал лекции по логике и психологии. Когда 19 ноября 1844 года попечитель Киевского учебного округа вошёл в совет университета с предложением об отделении от кафедры наук богословских церковного законоведения и о преподавании его только студентам юридического факультета, И. М. Скворцов представил своё мнение, в котором заявил, что «церковное законоведение он всегда признавал и признает нужным для всякого просвещенного христианина, особенно сына православной церкви, которая составляет дух и жизнь нашего отечества». Когда же в 1846 году возник вопрос о преподавании богословия студентам медицинского факультета, «по случаю затруднения, какое находил декан медицинского факультета в столкновении оперативной хирургии с богословием», Скворцов заявил в совете университетском, что преподавание полного курса богословских наук студентам медикам необходимо «потому преимущественно, что врачебные науки и для пользы их самих и для блага страждущего человечества должны быть в теснейшей связи с учением религии и с духом христианской церкви; что со своей стороны он согласен читать лекции и в послеобеденное время, только бы не лишить студентов столь благотворного человечеству факультета лекций богословских. Скворцову удалось отстоять свой предмет для медицинского факультета.
Читанные курсы по богословским предметам студенты университетские изучали по запискам, которые составлялись самим профессором и заключали в конспективном виде читанные им лекции. Из них первым изданием напечатаны на счет университета: 1) «Краткое начертание истории церкви ветхозаветной» (1838); 2) «Краткое начертание истории церкви новозаветной» (1842); 3) «Записки по церковному законоведению» (1848). По ходатайству министра Народного Просвещения и на основании отзыва Киевского митрополита Филарета книга «Краткое начертание истории церкви ветхозаветной» определением Св. Синода от 28 февраля 1839 года была признана учебным руководством в светских учебных заведениях; таким же руководством была признана и вторая книга: «Краткое начертание истории церкви новозаветной». Обе книги выдержали шесть изданий. Любовь Скворцова к математическим занятиям сказалась в изданной в 1836 году книге «Русская ручная пасхалия», в которой излагались сведения по этому предмету, важному в церковной практике; она была принята в семинариях, как учебное руководство и имела несколько изданий.
В 1850 году духовно-учебное управление, принимая во внимание, с одной стороны, что Записки по церковному законоведению заключают в себе в кратком объёме довольно полное руководство к изучению церковных законов и канонического права, с другой, что означенные предметы преподаются в семинариях, по неимению доселе печатного классического руководства, по запискам преподавателей, что неудобно, поручило Скворцову приспособить упомянутое сочинение сколь можно ближе к семинарскому курсу, без увеличения его объёма. Одновременно с этим, в том же 1850 г., Св. Синод определением от 5/11 июля поручил ему составить программу по церковному законоведению для преподавания в университетах и других высших учебных заведениях Министерства Народного Просвещения. 22 августа того же 1850 года он представил в Синод, вместо программы, печатный исправленный и пополненный своею рукою экземпляр «Записок» с замечаниями о составленной им книге и с просьбою о разрешении напечатать их вторым изданием. Духовно-учебное управление в 1851 году поручило конференции Санкт-Петербургской духовной академии рассмотреть книгу Скворцова в исправленном виде, равно как и мнение его о приспособлении сей книги к преподаванию в духовных семинариях и высших учебных заведениях Министерства Народного Просвещения, а конференция академии в свою очередь поручила это дело инспектору академии архимандриту Иоанну, который от 24 января 1852 г. представил свой отзыв с таким заключением: «Основываясь на собственном отзыве автора, приложенном к книге, что в университетах требуются в особенности исторические соображения и знакомство с древними памятниками нашего законоведения церковно-гражданского, едва ли можно признать „Записки“ в этом отношении удовлетворительными. В духовные же семинарии книга, в качестве учебника, не иначе может быть введена, как по новом исправлении в указанных отношениях». В 1856 г. определением Св. Синода от 3/28 декабря Скворцову разрешено было напечатать его «Записки» вторым изданием. Третье и последнее издание их было в 1861 г. Отметим, что в «Воскресном Чтении» за 1849—1850 г. была помещена статья: «Очерк истории церковного законодательства».
В 1861 г. в «Руководстве для сельских пастырей» появилась важная для священнослужителей статья: «О видах и степенях родства», которая потом вышла отдельною книжкою (четвёртое издание. Киев, 1864 г., с таблицею).
С профессорскою службою в академии и университете Иван Скворцов соединял обязанности преподавателя Закона Божия в Образцовом женском пансионе (с 1837 г. по 1861 г.) и в Институте благородных девиц (с 1839 г. по 1855 г.). Памятниками трудолюбия его в этой педагогической области служат книжки: «Чтения из церковной истории для детей» (первое издание 1842 г.) и «О богослужении православной церкви» (первое издание 1847 г.), выдержавшие несколько изданий. По увольнении от профессорской должности в академии 20 октября 1845 г. С. «просил правление академии исходатайствовать ему звание заслуженного профессора с правом употреблять сие звание в потребных случаях», но Св. Синод определением от 8 февраля/31 декабря 1846 г. отказал ему в просимом, «поелику по духовно-училищному ведомству не существует положительного закона об усвоении наставникам высших учебных заведений звания заслуженных профессоров за долговременное прохождение ими своих должностей». Тем не менее, и после этого, по просьбе и убеждению Киевского митрополита Филарета, он еще около четырех лет читал в академии безмездно по одной лекции в неделю по предметам, выбор которых зависел от его личного усмотрения. Такие чтения он прекратил в 1849 г., когда назначен был кафедральным протоиереем Киево-Софийского собора. На новом месте пастырского служения С. ревностно занимался проповедованием Слова Божия, о чем свидетельствуют следующие его печатные труды: «Катихизические поучения, говоренные в Киево-Софийском соборе», напечатанные первым изданием в 1854 г., а вторым в 1855 г., и «Краткие поучения о Божественной литургии», напечатанные первым изданием в 1861 г., а вторым в 1862 г. Целый том можно было бы составить и из других его проповедей, говоренных в разное время в соборе и напечатанных в духовных журналах. Некоторые из них имеют предметом своим объяснение священных изображений в алтаре и иконостасе Киево-Софийского собора, а именно: 1) «Слово о храмовой иконе Киево-Софийского собора»; 2) «Слово о мозаическом изображении Божией Матери в алтаре Киево-Софийского собора» и «Слово о мозаическом изображении Божией Матери вне алтаря Киево-Софийского собора» (все три слова напечатаны в «Воскресном Чтении», год XIII, 1849—1850). Здесь же должно указать и на «Слово к временнообязанным крестьянам», составленное для образца и руководства сельским пастырям, коим предписано было объяснять крестьянам и с церковной кафедры и в частных беседах истинный смысл Высочайших повелений 19 февраля; оно напечатано в № 12 Киевских епархиальных ведомостях за 1862 г. По распоряжению министра Внутренних Дел это слово было перепечатано во всех губернских ведомостях. По поводу обновления Киево-Софийского собора С. напечатал составленное им «Описание Киево-Софийского собора по возобновлении его в 1843—1853 годах», а также несколько статей «О древних украшениях Киево-Софийского собора» в Киевских епархиальных ведомостях за 1861 г. Приведя в порядок библиотеку Киево-Софийского собора и составив каталог оной, он занялся изучением исторических материалов этой библиотеки результатом коего были следующие напечатанные им статьи: «Автобиография Адама Зерникова» («Труды Киевской Духовной Академии» за 1860 г.); «Записки Петра Moгилы» («Киевские епархиальные ведомости» за 1861 г.) и «Хроника жизни Иринея Фальковского» («Киевские епархиальные ведомости» за 1861 г.). Ученые и пастырские труды не мешали С. нести обязанности по званию члена епархиального попечительства о бедных духовного звания (с 1849 г.), Комитета по постройке Киево-Владимирского собора (с 1852 г.), Статистического Комитета (с 1854 г.) и, наконец, по званию редактора Киевских епархиальных ведомостей (с 1861 г.). В 1859 г. С. был уволен от должности профессора в университете Св. Владимира, в котором прослужил 25 лет, со званием заслуженного профессора и был избран советом университета в почетные члены.
В последние годы жизни своей хотел принести посильную пользу и на ниве народного образования через церковно-приходские школы, которые тогда стали заводиться в Киевской епархии. Он сначала стал издавать в виде прибавления к Киевским епархиальным ведомостям «Листок для сельских школ», затем в тех же епархиальных ведомостях печатал «Письма о преподавании Закона Божия в сельских школах». Последнее, 10-е письмо не было окончено за смертию. Наконец, принимая живое участие в организации народного образования в епархии, как член консистории, он составил инструкцию наблюдателям сельских школ. Но всею душою в эти годы Скворцов отдался заботам об учреждении епархиального училища для девиц духовного звания, которые и увенчались успехом. Для помещения нового училища уступил свою квартиру, пожертвовал в пользу его докторский оклад, доходы за свои труды по редакторству епархиальных ведомостей, а равно и за помещавшиеся в них свои статьи; делал часто и другие пожертвования. Сделавшись в 1861 году распорядителем училища, он, можно сказать, жил жизнью взлелеянного им детища.
Скончался 5 августа 1863 года. По смерти его напечатаны были в «Трудах Киевской Духовной Академии» статьи: «Христианское употребление философии, или Философия Григория Нисского» (1863 г., № 10, 129—160 стр.) и «Дневник за 1859—1864 годы» (1864 г., январь).

## Философия
Философские предпочтения Ивана Скворцова, сформировались во время обучения в Санкт-Петербургской духовной академии. Он высоко ценил и отзывался о Лейбнице, Канте, Шеллинге. Философия Фихте и Гегеля, были ему менее близки, хотя он не являлся сторонником ни одной из этих систем философии.
Как и большинство религиозных философов XIX века, Иван Скворцов соотносил идеи философии с истинами откровения, хотя, в и не всегда предполагал абсолютную подчиненность одного к другому. Он считал, что не существует собственно религии в пределах одного сознания, и что любая другая, в том числе и так называемая «философская религия», достойна имени и внимания. Он был глубоко убежден в необходимости философского образования.